# Henning Wind
Henning Nørgaard Wind (* 19. Januar 1937 in Kopenhagen) ist ein ehemaliger dänischer Segler.

## Erfolge
Henning Wind, der für den Hellerup Sejlklub segelte, nahm an den Olympischen Spielen 1964 in Tokio und 1968 in Mexiko-Stadt in der Bootsklasse Finn-Dinghy teil. Im Jahr 1964 schloss er die Regatta mit 6190 Gesamtpunkten auf dem dritten Platz hinter Willi Kuhweide und Peter Barrett ab und gewann damit die Bronzemedaille. Bei der Eröffnungsfeier der Spiele fungierte er als Fahnenträger der dänischen Delegation. Vier Jahre später belegte er bei der olympischen Regatta 1968 zwar mit 125 Punkten nur den 18. Platz, sicherte sich dafür aber im selben Jahr in Whitstable den Titelgewinn bei den Weltmeisterschaften im Finn-Dinghy.

## Unternehmer
Henning Wind gründete im Jahr 1975 die Sportbootwerft Winner Boats in Faaborg im Süden der Insel Fünen in Dänemark. Er entwickelte und produzierte hier überlegene Europe-Jollen und Optimist-Jollen aus hochwertigem Fiberglas. Nach der Verlagerung der Produktion der Europe-Jollen nach Spanien firmierte die Firma in Winner Optimist um und produzierte ausschließlich Optimist-Jollen.